# Antonio della Scala

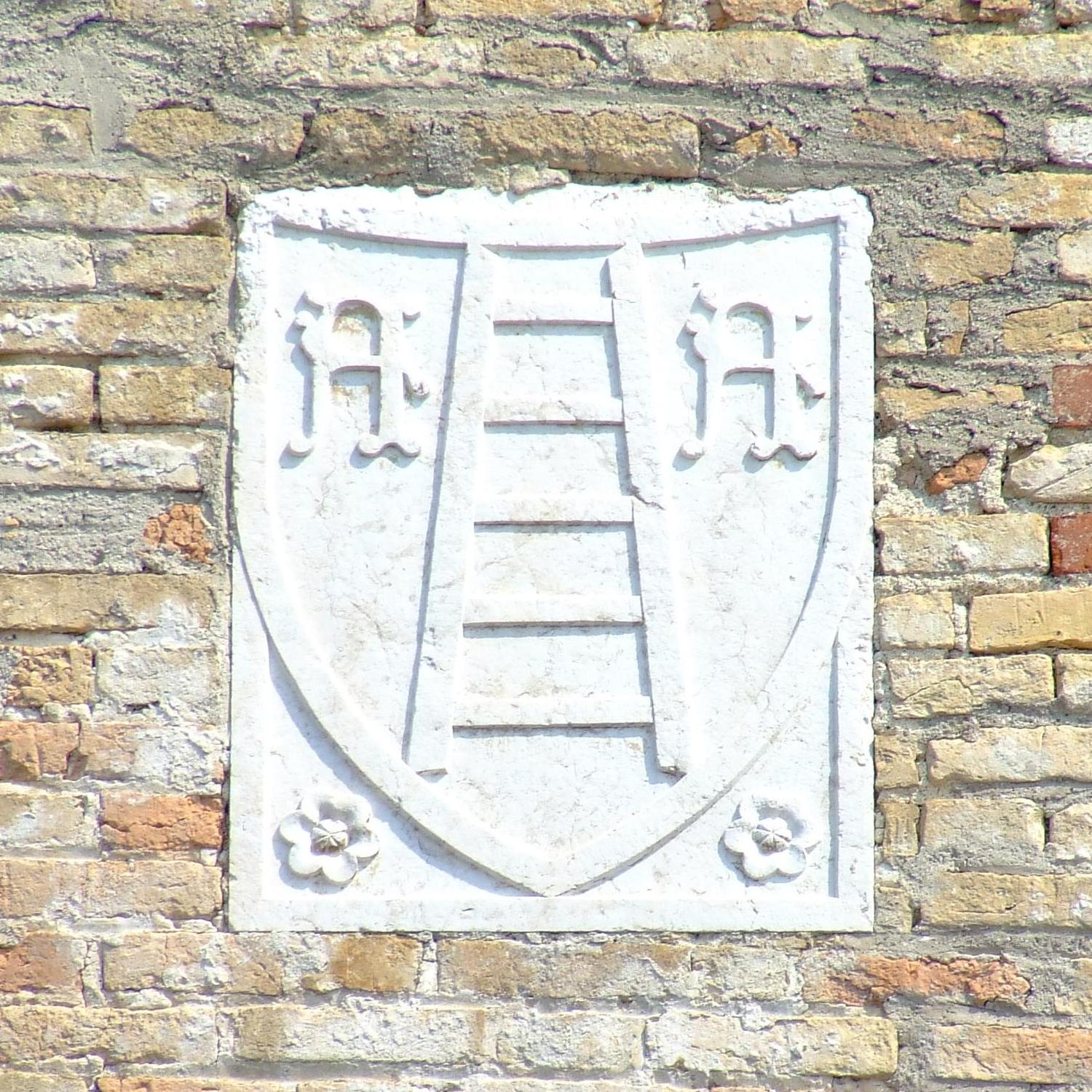
Wappen von Antonio della Scala (Scaligerburg Sirmione)

Antonio della Scala (* um 1363; † 1388 in Tredozio) war Herr von Verona und Vicenza. Zwischen 1381 und 1388 war er der letzte Herrscher aus der Signoria der Scaliger. Zuvor regierte er seit 1375 zusammen mit seinem älteren Bruder Bartolomeo II. della Scala, den er 1381 aus dem Weg räumen ließ.

## Leben
Antonio della Scala war der uneheliche Sohn von Cansignorio della Scala und einer gewissen Margherita dei Pittati. Er erhielt eine humanistische Ausbildung, was seinen gewalttätigen Charakter nach der Aussage seines Lehrers aber nicht bändigte.
Kurz vor dem Tod von Cansignorio am 18. Oktober 1375 wurde er zusammen mit seinem älteren Bruder Bartolomeo zum Herrn von Verona ernannt. Um die Nachfolge seiner zwei unehelichen Söhne abzusichern, hatte Cansignorio seinen wegen Verschwörung seit 1365 im Verlies der Scaligerburg von Peschiera schmachtenden Bruder Paolo Alboino im Angesichts des nahenden Todes ermorden lassen.
Aufgrund ihres jungen Alters wurde den beiden jungen Scaligern Guglielmo Bevilacqua aus einer einflussreichsten Familien Veronas als Vormund zur Seite gestellt. Nachdem die Patrizier der Stadt auf der Piazza delle Erbe ihnen den Treueeid ableisteten und der Ritus auch in Vicenza wiederholt wurde, wurden sie von einem Malatesta zu Rittern geschlagen und damit der Makel ihrer fragwürdigen Geburt behoben.
Auch von Venedig als Erben von Cansignorio anerkannt, festigten die Brüder ihre Macht, in dem sie geschickt Privilegien verteilten und dem Klerus Abgaben zurückerstatteten, die ihr Vater zurückbehalten hatte. 1376 wurden sie von Karl IV. zu Reichsvikaren der Städte Verona und Vicenza sowie Manerbio ernannt.
Eine ernste Bedrohung für die jungen und unerfahrenen Regenten stellten die schwelenden oder offen ausgetragenen Konflikte zwischen den Seerepubliken Genua und Venedig, den Habsburgern und den aufstrebenden Mailänder Viscontis um die Vorherrschaft in Oberitalien dar. Neutralität zu wahren, war zunächst das oberste Gebot. Dem standen die Bestrebungen des Mailänders Bernabò Visconti gegenüber. Angestachelt von seiner Frau, Beatrice Regina della Scala, die Ansprüche auf das Erbe ihres Bruders Cansignorio stellte und dessen unehelichen Söhne als Nachfolger ihres Bruders nicht anerkannte, brach er 1379 einen Feldzug gegen die Scaliger los. Da der Visconti sich mit Venedig verbündet hatte, schlossen sich Antonio und Bartolomeo Genua und dessen Verbündeten Francesco da Carrara aus Padua an. Am 13. Mai 1379 wurde nach Vermittlung von Gian Galeazzo Visconti, der zuvor die Savoyer in dieser Rolle abgelöst hatte, ein Friedensvertrag zwischen den Scaligern und Bernabò Visconti unterzeichnet.
In der Folge widmete sich Antonio della Scala vor allem innenpolitischen Aufgaben. Dabei zeigte er sich zunehmend intolerant gegenüber Guglielmo Bevilacqua und geriet auch in Konflikt mit seinem Bruder Bartolomeo. Unter der Vortäuschung einer Eifersuchtstat, ließ er seinen Bruder und Mitregenten im Juli 1381 töten. Für den Tod von Bartolomeo II. della Scala wurde er von Francesco de Carrara scharf verurteilt, da es ein offenes Geheimnis war, wer für den Mord verantwortlich war. Auch Bevilacqua kritisierte die Tat, woraufhin er von Antonio della Scala entmachtet und enteignet wurde. Mit dem Mord schuf er sich zahlreiche Feinde, vor allem die Feindschaft mit Francesco da Carrara, aber auch mit Guglielmo Bevilacqua, der seine Dienste Gian Galeazzo Visconti anbot, sollten ihm später teuer zu stehen kommen.
Zuvor hatte er im Juli 1382 Samaritana da Polenta aus Ravenna geheiratet. Nach zeitgenössischen Aussagen übte seine im Luxus schweifende Frau einen negativen Einfluss auf ihn aus. Ob das über ihren Verhältnissen lebende Paar oder die steigenden Militärausgaben im Wettstreit um die Oberherrschaft in Oberitalien dafür verantwortlich waren, dass er Teile seines Besitzes verpfänden musste, ist unklar.
Zu seinem innenpolitischen Werk gehörte die Regelung des Handels der in Norditalien sehr gefragten Veroneser Stoffe, was zu anhaltenden Kontroversen mit Venedig führte. Zudem förderte er den Zuzug nach Verona und Vicenza, um den durch Pestepidemien und Kriege verursachten Bevölkerungsrückgang in seinem Herrschaftsgebiet auszugleichen. Auch als Bauherr war er tätig, so wurden unter seiner Regentschaft die Scaligerburgen in Torri del Benaco und in Sirmione errichtet oder fertiggestellt.
1385 ließ er sich auf ein Bündnis mit Venedig ein, das im Zwist mit Francesco da Carrara um die Herrschaft im Friaul lag, und mit zwei verheerenden Niederlagen der Scaliger-Heere in der Schlacht von Brentelle am 25. Juni 1386 und in der Schlacht von Castagnaro am 11. März 1387 endete. Der Feldzug gegen den Carraresi brachte Gian Galeazzo Visconti gegen ihn auf, der zuvor zwischen den Scaligern und dem Herrn von Padua vermittelt hatte und leitete das Ende seiner Herrschaft ein.
Von Venedig allein gelassen und ohne Hilfe seiner von ihm zuvor entlassenen Berater, sah Antonio della Scala sich von mehreren Seiten angegriffen. Zwischen April und Oktober 1387 bröckelte sein Herrschaftsgebiet im Ansturm der Truppen des Visconti und des Carraresi. Mit den letzten Getreuen zog er sich in seine letzte ihm verbliebene Burg, dem am Ufer der Etsch in Verona gelegenen Castelvecchio zurück. Zwischen dem 17. und dem 18. Oktober 1387 gab er schließlich auf, nachdem ein letzter Versuch mit Gian Galeazzo Visconti in Mailand in Verhandlungen zu treten gescheitert war und ihm lediglich ein freier Abzug zugesichert wurde.
Mit seiner Frau, seinen Kindern und den wenigen Habseligkeiten, die ihm verblieben waren, suchte er Zuflucht in Venedig. Die Dogenstadt zeigte sich aber nicht sehr gastfreundlich mit ihrem ehemaligen Verbündeten und gewährte ihm nur ein spärliches Auskommen. Von der Lagunenstadt im Stich gelassen, bat Antonio della Scala Florenz um Hilfe. Erhielt aber ebenso eine Abfuhr, wie von Papst Urban VI.
1388 machte er sich erneut auf den Weg in die Toskana, um Soldaten zu sammeln und dann auf Verona zu marschieren, dabei verstarb er aus unbekannten Gründen in Tredozio bei Faenza. Er wurde vermutlich in Ravenna beigesetzt.
Sein einziger aus der Ehe hervorgegangener männlicher Erbe Canfrancesco wurde vermutlich vergiftet und starb entweder 1391 oder spätestens 1399.